# Almir Turković
Almir Turković (sinh ngày 3 tháng 11 năm 1970) là một cầu thủ bóng đá người Bosna và Hercegovina.

## Đội tuyển bóng đá quốc gia Bosna và Hercegovina
Almir Turković thi đấu cho đội tuyển bóng đá quốc gia Bosna và Hercegovina từ năm 1995 đến 2003.

## Thống kê sự nghiệp
| Đội tuyển bóng đá Bosna và Hercegovina | Đội tuyển bóng đá Bosna và Hercegovina | Đội tuyển bóng đá Bosna và Hercegovina |
| Năm                                    | Trận                                   | Bàn                                    |
| -------------------------------------- | -------------------------------------- | -------------------------------------- |
| 1995                                   | 1                                      | 0                                      |
| 1996                                   | 1                                      | 0                                      |
| 1997                                   | 0                                      | 0                                      |
| 1998                                   | 1                                      | 0                                      |
| 1999                                   | 3                                      | 0                                      |
| 2000                                   | 0                                      | 0                                      |
| 2001                                   | 0                                      | 0                                      |
| 2002                                   | 0                                      | 0                                      |
| 2003                                   | 1                                      | 0                                      |
| Tổng cộng                              | 7                                      | 0                                      |